# تابع ال

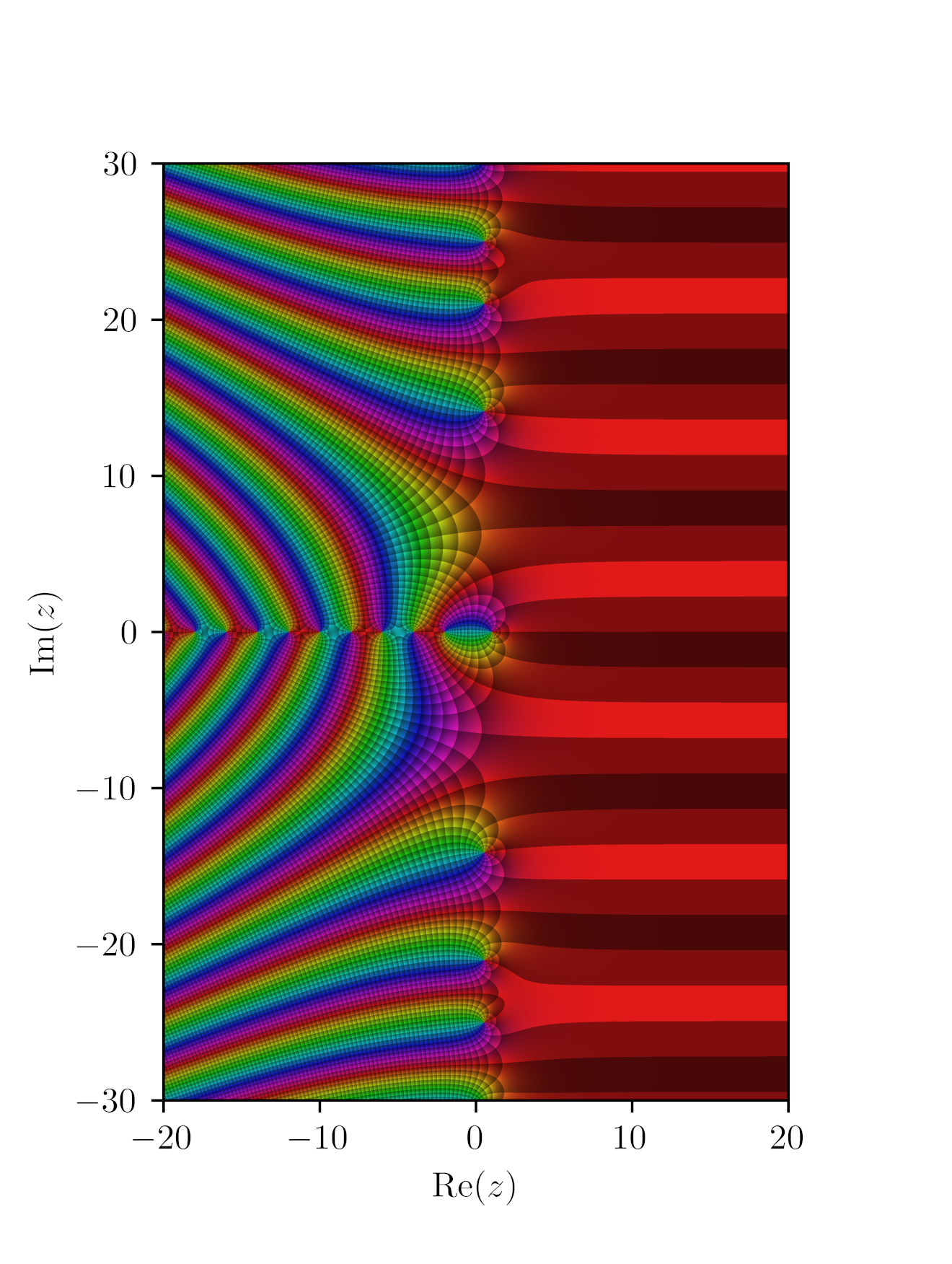
تابع زتای ریمان را می‌توان به عنوان الگوی اصلی تمام توابع L در نظر گرفت.

در ریاضیات، یک تابع L یا L-تابع تابعی مرومورفیک روی صفحه مختلط است که به یک دسته از چندین دسته اشیاء ریاضیاتی مرتبط می‌گردد. یک L-سری یک سری دیریکله است که اغلب روی نیم صفحه همگرا شده و ممکن است از طریق ادامه تحلیلی برابر با یک L-تابع گردد.
نظریه توابع L تبدیل به یک بخش اساسی از نظریه تحلیلی اعداد معاصر شده که هنوز بخش‌های بزرگی از آن حدس‌های اثبات نشده‌اند. در این نظریه تعمیم‌های گسترده‌ای از تابع زتای ریمان و L-سری‌ها برای یک مشخصه دیریکله ساخته شده و خواص عمومی آن‌ها، که در بسیاری موارد هنوز قابل اثبات نیستند، به نمایش در می‌آید.

## ساخت
در ابتدا ما بین L-سری‌ها و نمایش سری‌های بی‌نهایت (به عنوان مثال سری‌های دیریکله برای تابع زتای ریمان)، و L-تابع که ادامه تحلیلی این تابع در صفحه مختلط است تمایز قائل می‌شویم. ساخت‌های عمومی با یک L-سری آغاز می‌شوند که ابتدا به عنوان سری‌های دیریکله تعریف شده و سپس توسط توسعه یک ضرب اویلری که با اعداد اول اندیس گذاری شده‌اند تعریف می‌گردد. تخمین‌هایی برای اثبات این که این سری در برخی از قسمت‌های سمت راست صفحه مختلط همگرا هستند نیاز است. سپس می‌توان پرسید که آیا تابعی که اینگونه تعریف شده را می‌توان به بقیه صفحه مختلط ادامه داد (احتمالاً با به‌وجود آمدن چند قطب).
این ادامه تحلیلی مرومورفیک (حدسی) به صفحه مختلط است که آن را تابع L گویند. در موارد کلاسیک، این که اطلاعات مفیدی در مقادیر و رفتار تابع L، در نقاط واگرایی آن نهفته‌است، از قبل دانسته شده فرض می‌گردد. عبارت عمومی L-تابع در اینجا شامل انواع شناخته شده‌ای توابع زتا هم می‌شوند. کلاس سلبرگ تلاشی برای جذب خواص مرکزی توابع L است که به صورت مجموعه ای از اصول موضوعه بیان شده و لذا بیشتر تشویق به مطالعه خواص این کلاس می‌کند تا توابع منفرد.